# Genetta thierryi
Espèce
Statut de conservation UICN

 LC  : Préoccupation mineure
La genette de Thierry (Genetta thierryi), ou genette Hausa est une genette africaine.